# 列孚
列孚（1949年—），原名为王凯南，是香港和两岸大中华区中著名的影评人、编剧、配音员、影视制作人，也是香港影评人协会理事，曾任香港电影评论学会董事。他被已故香港殿堂级导演李翰祥先生封为“香港第一影评家”，已故内地殿堂级导演谢晋称其为“电影的中国通”。同时，列孚积极推动香港电影和华语电影发展，担任大地院线顾问，以及香港广雅传播公司负责人。

## 生平
1949年出生于广州，祖籍廣東番禺，少年时期曾在广州市南武中学读书。文革期间被打成“反革命”。
1973年偷渡到香港定居。1977年开始进入电影界，曾在香港邵氏电影公司担任粤语和国语配音员。不久，即调任为邵氏公司官方刊物《南国电影》，为编辑。
1978年，以莫非为笔名为电影《大好彩》（又名《捞过界》，导演牟敦芾）撰写剧本，是为香港首部以“大圈仔”在港犯罪题材影片，比起后来的《省港旗兵》（1984，麦当雄导演）早了六年。
1978年离开《南国电影》，次年1979年创办电影杂志《中外映画》，同时担任总编。《中外映画》促成内地和香港的电影交流，介绍香港、台湾、外国和内地的电影文化。该刊的出现曾引新华社香港分社（即现中联办前身）注意，后获时任广东省委书记兼港澳工委书记习仲勋先生的特批，能够在内地发行。成为中共建政后，第一本香港出版（境外出版），可于内地发行的电影文化、评论杂志。1979年，获香港《文汇报》之邀在该报开设影评专栏长22年，共撰写了3百多万文字的影评；与此同时也曾在《明报》、《快报》、《新晚报》等撰写影评、书评；1980年至1983年在《东方日报》兼职。
1986年，先后为影片《天菩萨》（严浩导演）、《靓妹正传》（邱礼涛导演）任策划。
1988年列孚也创办另一本电影文化杂志《大影画》半月刊，1990年创办《影艺》半月刊、舞台表演杂志《越界》，并参与创办了大地唱片公司。列孚成为香港创办和兼顾最多电影文化杂志的主编，也是香港为最多报刊杂志电影专栏撰稿的影评人。
1992年，进入收购香港明报的智才集团，担任开拓中国大陆传媒项目负责人。1993年，与广东《现代人报》合作，成立报业公司共同营出版现代人报，任董事总经理，成为中国首份中外合资日报。可惜一年多后因种种原因，该报不得已停刊，获调返回港出任《明报月刊》总经理兼副总编辑。
除出版电影文化著作外，列孚更乐于提拔后晋，在香港和内地多家学术机构任教，讲述香港和内地电影发展史。
同时列孚参与香港和两岸多个电影奖项的评审工作，如香港电影金像奖、香港电影评论学会大奖、华语电影传媒大奖、金马奖等等。是两岸三地大中华地区著名的电影评论员、电影文化人。
2002年起，在北京的港资机构任职，2006年，南下参与创办广东大地电影院线，全面引进数码化设备，成功开拓大陆二三线城市市场。
2012年，列孚联袂一大批香港和广东电影人，筹办粤港澳电影商会，为香港电影、岭南电影等粤语电影谋发展出路。希望借着粤港澳文化同根同源，打造粤港电影振兴。

## 资料参考
- . 新京报. 2008-12-24  [2012-03-13]. （原始内容存档于2013-09-28）.
- 列孚简介 （页面存档备份，存于）
- 香港资深影评人列孚专访 （页面存档备份，存于）
- 列孚：香港电影需要“本色”
- 粤语片研究会成立[永久]
- 列孚：保卫粤港新生代电影人 （页面存档备份，存于）
- 文革逃港者列孚 跳进深圳河
- 李翰祥赞美列孚“香港第一影评人” （页面存档备份，存于）
- 香港电影圆桌论谈：百年港片
- 《中国电影图史》 （页面存档备份，存于）
- 香港电影评论学会 学会資料 （页面存档备份，存于）